# San Cassiano
Pour les articles homonymes, voir Cassiano et (18335) San Cassiano.
San Cassiano est une commune italienne de la province de Lecce, dans la région des Pouilles.

## Administration
| Période                                  | Période  | Identité          | Étiquette       | Qualité |
| ---------------------------------------- | -------- | ----------------- | --------------- | ------- |
| mai 2007                                 | mai 2012 | Gabriele Petracca | (liste civique) |         |
| mai 2012                                 | En cours | Gabriele Petracca | (liste civique) |         |
| Les données manquantes sont à compléter. |          |                   |                 |         |

### Communes limitrophes
Botrugno, Nociglia, Poggiardo, Sanarica, Supersano.